# Сопко Одарка Іванівна
Одарка Іванівна Долгош (нар. 14 квітня 1963, м. Ужгород), у шлюбі Сопко — українська художниця та мистецтвознавиця. Кандидатка мистецтвознавства України. Членкиня НСХУ (1995). Дочка Івана Долгоша.

## Життєпис
Закінчила Український поліграфічний інститут у Львові (1988, нині Українська академія друкарства; викладачі В. Овчинников, А. Попов, М. Таранов).
Працювала від 1978 в Ужгородському училищі прикладного мистецтва; від 1982 — оформлювачкою художньо-виробничого комбінату; від 1983 — в Українському поліграфічному інституті; від 1988 — головна художня редакторка видавництва «Закарпаття»; від 2002 — викладачка відділення дизайну Ужгородського коледжу мистецтв; від 2004 — викладачка кафедри дизайну Закарпатського художнього інституту, доцент.

## Творчість

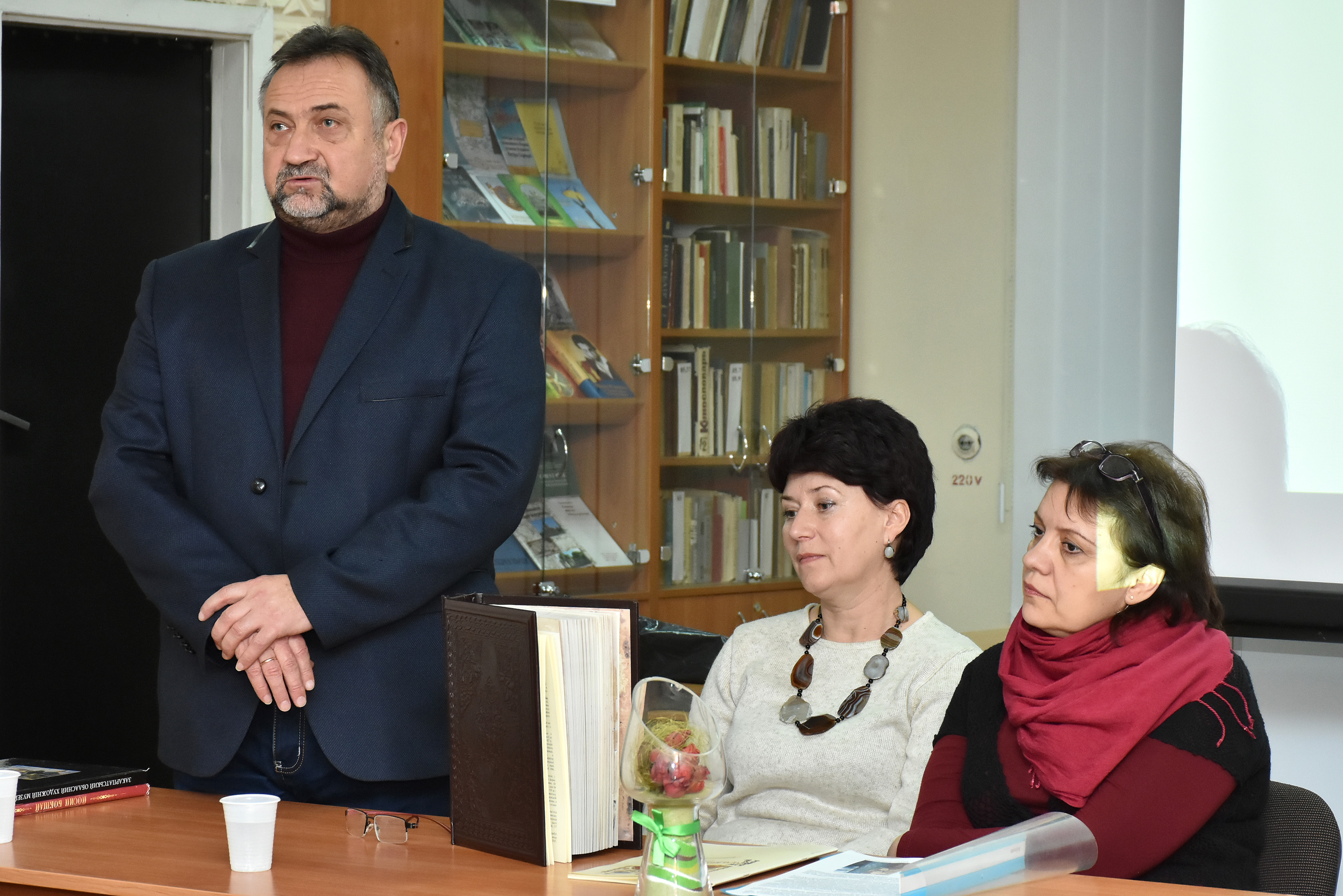
Одарка Сопко (в центрі) під час презентації Королевського Євангелія в Тернопільській обласній універсальній науковій бібліотеці 23.12.2016

Основні галузі — книжкова і станкова графіка, дизайн; техніки — акварель, змішана.
Створила авторську техніку, яку застосовує у пластичній графіці.
Для творчості характерні декоративна символіка, високе чуття образності, вільне володіння штрихом, плямами, фігуративні елементи (зокрема мушля, архітектурні фрагменти, музичні інструменти несуть уявлення про ідеальні виміри).
Від 1987 — учасниця обласних, всеукраїнських, міжнародних мистецьких виставок та пленерів. Персональні — в Ужгороді (1994—1995, 2003), Наместові (1998), Кошицях (2000), Пряшеві (2001, 2005), Гуменному (2005; усі — Словаччина), Мукачевому (2003), Києві (2004).
Роботи зберігаються в галереях сучасного мистецтва в Наместові, Братиславі та Будапешті, Закарпатському художньому музеї.

## Доробок
- «Троянди і мороз» (1991),
- «Шафрани» (1992),
- «Утворення» (1992),
- «Жолуді» (1994),
- «Стара верба» (1994),
- «Вечоріє» (1994),
- «Папоротник» (1994),
- «Горіх» (1994),
- «Хвиля» (1995),
- «Плин мінору» (1995),
- «Безконечне» (1998),
- «Коралова» (2003),
- «Серпневий вечір» (2004),
- диптих «Потічки» (2004),
- триптих «Білі сни» (2005),
- «Словацький екзот» (2005),
- «Сутінки» (2005);

- цикли —
  - «Закохана» (2003),
  - «Квітковий» (2003),
  - «Трав'яний» (2003—2004);
- оформлення книг —
  - «Закарпатські замки» (1996),
  - «Політ на кулі» Л. Повх (2002),
  - «Незвичайна книга» Г. Малик (2002);
- серії антологій —
  - «Закарпатське оповідання. ХХ століття» (2002; 2003),
  - «Закарпатська література для дітей. ХХ століття» (2004).

## Нагороди
- Орден «За заслуги» ІІІ ступеня (2007)[2]
- Закарпатська обласна премія ім. Й. Бокшая та А. Ерделі (2005).